# Parafia Świętej Trójcy w Chynowie
Parafia pw. Świętej Trójcy w Chynowie – rzymskokatolicka parafia należąca do dekanatu czerskiego, archidiecezji warszawskiej, metropolii warszawskiej Kościoła katolickiego, w Chynowie. Obsługiwana przez księży archidiecezjalnych. 

## Historia parafii
Parafia została erygowana w 1434. Obecny kościół parafialny, drewniany pochodzi z XVII wieku. Parafia otrzymała rolę i dziesięciny z folwarku w Chynowie, Krężelu i Woli Chynowskiej.
Na cmentarzu kościelnym znajduje się późnogotycka płyta z datą 1500 – dziekana warszawskiego Bartłomieja z Belska. Pierwsza pisana wzmianka o kościele jest w dokumentach archidiecezji poznańskiej z 1513. W 1533 plebanem był Kilian (wcześniej był rektorem w Warce). W 1576 do parafii doszły wsie Wola Piekut i Przekory. W tym czasie wszystkie wsie w parafii Chynów należały do rodziny Szeligów Chynowskich i Rogalów Łoskich. Jeden dział we wsi Przekory należał do Mikołaja Leśnowolskiego (herbu Pierzchała).
W latach 1566–1603 plebanem w Chynowie był Andrzej Dąbrowski, który był również plebanem w Sobikowie a od 1593 był poznańskim kanonikiem gremialnym. W 1603 parafia Chynów należała do diecezji poznańskiej (archidiakonat warszawski) – dekanat warecki. W czasie wizytacji biskupa poznańskiego Wawrzyńca Goślickiego stał tu drewniany kościół pod wezwaniem św. Trójcy z dzwonnicą, świeżo odnowiony w 1602 przez właścicieli Chynowa – Bielskich. 
Plebania miała dochody z folwarku w Chynowie oraz dziesięciny ze wsi Piekut, Krężel, Chynów, Wola Chynowska i Przekora. W parafii działała szkoła której rektorem był Szymon z Drwalewa a kantorem Franciszek z Chosny. W 1828 Car Mikołaj I przekazał część dóbr królewskich Skarbowi Królestwa Polskiego. Do Ekonomii rządowej (siedziba w Potyczy) należały m.in. folwarki: Wola Chynowska, Krężel i wieś Chynów. 
Po ostatnim rozbiorze Polski parafia Chynów znalazła się w nowo powołanej diecezji warszawskiej a w 1881 należała do dekanatu grójeckiego obejmującego 30 parafii (powiększonego o parafie z dawnego dekanatu wareckiego).
15 marca 2023 wybuchł pożar, który strawił zakrystię. Zabytkowe wnętrze świątyni nie zostało uszkodzone.

## Proboszczowie parafii (od 2005)
- ks. kan. Marek Wolniewicz (2005–2012)
- śp. ks. Jacek Zalewski (2012–2018)
- ks. kan. dr Piotr Borys (2018–nadal)